# Поход (Остаться в живых)
«Поход» (англ. Walkabout) — четвёртый эпизод первого сезона американского телесериала «Остаться в живых». Эпизод снят Джеком Бендером, сценарий написан Дэвидом Фьюри. Впервые показан 13 октября 2004 года на телеканале ABC.
Центральный персонаж эпизода — Джон Локк. Во флешбэках зрители узнают один из первых сюжетных поворотов: выясняется, что до катастрофы Локк был парализован ниже пояса и передвигался на инвалидной коляске. В настоящем Локк возглавляет охоту в джунглях на дикого кабана, из-за того, что запасы продовольствия у выживших пассажиров Oceanic 815 начинают сокращаться. Другие выжившие решают сжечь фюзеляж самолёта.
Предыстория Джона Локка была задумана ещё во время написания предыдущего эпизода «С чистого листа», и режиссёр Джек Бендер решил снять флешбэки таким образом, чтобы усилить контраст между жизнью Локка до и после аварии. Проблемы, связанные с использованием настоящего кабана, заставили продюсеров воспользоваться сделанными на компьютере моделями животных. Эпизод «Поход» посмотрели 18,16 миллионов человек, и он получил положительные отзывы, а позже был признан одним из лучших эпизодов сериала.

## Сюжет

### Воспоминания
После крушения рейса 815 Джон Локк (Терри О’Куинн) приходит в себя на пляже. Несколько мгновений он лежит на земле в оцепенении, шевеля пальцами ног, пока Джек не зовёт его помочь поднять обломки с другого выжившего.
До катастрофы Локк работает в скучном офисе в компании по производству картонной тары, где его постоянно принижает начальник Рэнди Нэйшнз (Билли Рэй Гэллион). Он планирует отправиться в поход в Австралию и уже некоторое время тренируется и готовится к поездке. По телефону он рассказывает о своих планах «Хелен», женщине, с которой у него якобы есть отношения. Он приглашает её поехать с ним в поход, но на самом деле «Хелен» — оператор секса по телефону, к которой он привязался. Она прерывает разговор. Позже, в Австралии, туристический агент отказывает Локу в участии, говоря, что он слишком большая страховая ответственность и не проинформировал их должным образом о своём «состоянии». Локк настаивает на том, что он живёт со своим «состоянием» уже четыре года и что это его «судьба», но агент отказывает ему, говоря, чтобы он возвращался домой. Затем выясняется, что Локк парализован и сидит в инвалидном кресле.
Первое пробуждение Локка на острове показано ещё раз: когда он очнулся, то понял, что снова может ходить.

### События на острове
Ночью на заполненный телами фюзеляж разбитого самолёта набегают кабаны, и Джек (Мэттью Фокс) решает, что его нужно сжечь. На следующий день выжившие обнаруживают, что запасы еды иссякли. Локк обнаруживает свой ящик с охотничьими ножами и предлагает поохотиться на кабанов. Он отправляется в путь в сопровождении Майкла (Гарольд Перрино) и Кейт (Эванджелин Лилли). Кейт также пытается установить в джунглях самодельную антенну по указанию Саида (Навин Эндрюс), который надеется с её помощью триангулировать французскую передачу, которую они засекли два дня назад.
Во время охоты Майкл ранен одним из кабанов. Кейт помогает ему вернуться на берег, а Локк продолжает путь в одиночку. Кейт останавливается, чтобы забраться на дерево и установить антенну. Однако прежде чем она успевает закончить, она слышит звуки монстра, из-за чего падает и ломает оборудование. Монстр направляется к Локку, который в ужасе смотрит на него.
Джек навещает Роуз Нэдлер (Л. Скотт Колдуэлл), чей муж Бернард (Сэм Андерсон) находился в хвостовой части самолёта, когда тот разбился. Роуз утверждает, что он жив, и что люди, которые сидели в хвосте, скорее всего, также думают, что люди в средней части мертвы. Майкл и Кейт возвращаются в лагерь, и когда она собирается рассказать Джеку о Локке, Джек видит, как человек в костюме уходит в джунгли. Джек бежит за ним, Кейт следует за Джеком, но вместо таинственной фигуры они находят Локка, который несёт мёртвого кабана.
В ту же ночь фюзеляж сжигают, а Клэр (Эмили де Рэвин) проводит поминальную службу по погибшим, используя информацию, которую она нашла в их паспортах, бумажниках и багаже. Майкл благодарит Локка за охоту на кабана и спрашивает о монстре, но Локк отвечает, что ничего не видел. Локк видит в огне своё инвалидное кресло и улыбается.

## Производство

### Сценарий
Во время написания сценария эпизода «С чистого листа» Дэймон Линделоф предположил, что Джон Локк был в инвалидном кресле до того, как попал на остров, и хотя остальные члены команды сценаристов сначала отнеслись к подобной идее скептически, в итоге они приняли её. Линделоф хотел показать, что на самом деле «у вас совсем другое представление об этих людях», особенно потому, что в «С чистого листа» было показано не так много событий из предыстории Кейт или о том, почему она стала беглянкой, «история с Локком была огромным, большим раскрытием». Чтобы усилить сюжетный поворот, все сцены флешбэка были сняты таким образом, чтобы замаскировать присутствие инвалидного кресла. В сцене, где Локк сидит в своей постели, на паралич намекает аппарат электромиостимуляции нервов, стоящий на тумбочке. Линделоф также придумал название для эпизода — «Lord of the Files», каламбур на тему «Повелителя мух» (англ. Lord of the Flies) и работу Локка за пределами острова, но сценаристы уже остановились на названии «Поход».
Изначально разговор Майкла с Сун содержал ещё несколько реплик. Они несмотря на языковой барьер обменялись бы именами, и Майкл ошибочно предположил бы, что она говорит на японском. Сцена в которой герои выслеживают кабана должна была быть немного дольше, Локк впервые представился бы как «Джон Локк», а Кейт процитировала бы философа, заявив, что в колледже изучала философию. Майкл рассказал бы, что он изучал искусство, и Локк уклонился бы от дальнейших вопросов, в результате чего Майкл назвал бы его «международным человеком-загадкой». Также в сцене где Хёрли с Чарли пытаются поймать рыбу, в конце должен был появится Джин, который поймал бы рыбу голыми руками и вручил бы её Чарли. Разговор Джека и Роуз должен был начаться с того, что Джек спросил бы, религиозна ли она, и сообщил бы, что его семья не религиозна. Он закончился бы дальнейшим разговором о семье — Роуз сообщила бы, что у них с Бернардом трое взрослых сыновей. Изначально в сценарии была двусмысленность по поводу кабана которого принёс в лагерь Локк, была сцена в которой прямо перед тем как столкнуться с Локком, монстр убивает кабана. Могло создаться спечатление, что Локк приносит именно это животное, выдавая его убийство за дело своих рук.

### Съёмки
Чтобы усилить контраст между жизнью Локка до и после аварии, режиссёр Джек Бендер решил добавить в сцены с воспоминаниями очень мало зелёных и синих цветов, поскольку эти два цвета больше всего присутствуют на острове — это джунгли и море, соответственно. Флэшбэки также были сняты фиксированными камерами и более широкими объективами в стиле «Крёстного отца», чтобы показать мрачность и стерильность мира Локка, а такие предметы, как торговые автоматы, были поставлены, чтобы напомнить о «само собой разумеющихся вещах», которых не хватает на острове. Сцены воспоминаний о дне крушения были сняты так же, как и сцены из пилотного эпизода, при этом единственным кадром из пилотного эпизода был кадр, где Джек просит Локка о помощи.
В сценах с участием кабанов первоначально планировалось использовать настоящих животных, выращенных в домашних условиях. Поскольку доставка домашних кабанов из континентальной части США была дорогостоящей, а животные, имевшиеся на Гавайях, не были похожи на диких кабанов и редко двигались (по сценарию они должны были бегать в большинстве сцен), продюсеры решили использовать вместо них сгенерированные на компьютере модели, а также кадры реакции актёров и сцены от первого лица с точки зрения животных. В сцене где Кейт залазит высоко на дерево, чтобы установить антенну планировалось пригласить дублёршу, но актриса выполнила трюк сама. Австралийский офис, в котором располагается туристическое агентство, был снят в пустом торговом помещении в центре Гонолулу.
В этом эпизоде впервые появляется Кристиан Шепард, но эту роль исполняет не Джон Терри, который тогда ещё не прошёл кастинг. В конце работы над эпизодом продюсеры решили начать излагать предысторию Саида, представив фотографии Нади. Сцены, где Саид смотрит на фотографии, были пересняты, когда началось производство эпизода «Уединение» и на роль была выбрана Андреа Гэбриел, поскольку на первоначальных фотографиях была изображена другая актриса.

## Анализ эпизода
Роберт Догерти пишет, что эпизод имеет схожие темы с «С чистого листа» — «Поход» о «способности преодолеть прошлое и начать всё сначала». В эпизоде представлена дихотомия, которая прослеживается в большей части сериала: в то время как Джек — человек науки, Локк — человек веры. Линделоф отметил, что поскольку исцеление Локка было истолковано персонажем как религиозный опыт, «в дальнейшем этот персонаж был представлен как некая мистическая фигура».

## Критика
«Поход» получил 6,5 балла в демографической группе 18-49 лет в рейтинге Нильсена. Эпизод посмотрели 18,16 млн зрителей, что на 1,6 млн больше, чем предыдущий эпизод «С чистого листа».
Отзывы об эпизоде были положительными. Крис Каработт из IGN в своём «флэшбэк-обзоре» поставил «Походу» оценку 9,5/10, отметив «исключительную игру» Терри О’Куинн и демонстрацию Локка, который «казался уверенным и находчивым человеком с загадочным и интригующим прошлым», как «оболочки человека, который отчаянно пытается найти своё место в мире», назвав её «идеальным сопоставлением различий между Локком вне острова и на острове». Он также похвалил истории второго плана, заявив, что «Мэтью Фокс отлично справляется с ролью беспокойного лидера» в роли Джека Шепхарда, и упомянув о комической составляющей сюжетной линии Шеннон—Чарли. Райан Макги из Zap2it назвал откровение о том, что Локк паралитик, «одним из фирменных моментов сериала», и отметил, что этот эпизод «закрепил за сериалом статус „Must-See TV“» и был «пятизвёздочной работой».
Робин Пирсон из The TV Critic поставил эпизоду оценку 86/100, посчитав, что он соответствует ожиданиям на основании пилотных эпизодов сериала, а также «одновременно улучшает и полностью меняет наше восприятие Локка» и самого сериала. Дэн Кава из Television Without Pity поставил эпизоду оценку «B». Эмили ВанДерВерфф из Los Angeles Times сказала, что «Поход» — один из самых уверенных эпизодов, когда-либо представленных сериалами на таком раннем этапе, и что этот эпизод «закрепил больше поклонников „Остаться в живых“… чем любой другой эпизод».
Дэвид Фьюри был номинирован на премию «Эмми» в категории «Лучший сценарий драматического телесериала» за написание этого эпизода. Терри О’Куинн за работу в этом эпизоде, а так же за эпизод «Мотылёк» был выдвинут на «Эмми» в номинации «Лучшая мужская роль второго плана в драматическом телесериале».

## Значение и влияние
По мнению Догерти «Поход» представляет собой важную главу в истории «Остаться в живых», убеждая зрителей в способности сериала существовать в долгосрочной перспективе. Зрители узнали, что сериал будет полон сюрпризов и загадок, а Линделоф посчитал эпизод «лакмусовой бумажкой» для зрителей: после такого поворота, как прошлое Локка, «сериал не собирается открыто заявлять, какие последствия это имеет». Entertainment Weekly признал «Поход» лучшим эпизодом первого сезона. IGN поставил его на пятое место в списке лучших эпизодов в истории «Остаться в живых», уступая лишь «Жизнь и смерть Джереми Бентама», пилотному эпизоду, «Через зеркало» и «Константа». Эпизод также попал в аналогичные списки Los Angeles Times, TV Guide, National Post, и ABC2. Джейсон Снелл из The Incomparable считает также, добавляя: «Проходной? Вы шутите? Если бы вы могли посмотреть только один эпизод первого сезона „Остаться в живых“, это мог бы быть он». Сайт SyFy назвал «Поход» «самым важным» эпизодом сериала, журналист Рафаэль Мотамайор пишет, что именно этим эпизодом «Остаться в живых» «действительно зарекомендовал себя как новаторский новый игрок» на телевидении. Сайт Film.Ru поставил данный эпизод на 2-е место в своём списке десяти лучших эпизодов сериала, охарактеризовав его «первой серией, в которой появилось само ощущение атмосферы мистики, присутствующей на острове». Сцену, в которой Локку отказывают в туристической поездке и показывают его в инвалидном кресле, за которой следуют кадры того, как герой первый раз встал на ноги после авиакатастрофы, сайт назвал одним из «величайших моментов в истории телевидения», отметив «трогательную музыку Майкла Джаккино» которая играла в этот момент.
Этот эпизод также определил отношение О’Куинна к своему персонажу, поскольку актёр не знал, что Локк будет парализован, пока не прочитал сценарий. Для него «Поход» и эпизод пятого сезона «Жизнь и смерть Джереми Бентама» — это два эпизода, которые «как бы (подводят итог) всему путешествию [Локка]».